# Doodkry is Min
Pour plus de détails, voir Fiche technique et Distribution.
Doodkry is Min est un film sud-africain en noir et blanc, produit et réalisé par Jamie Uys et sorti le 22 mai 1961.

## Contexte
Produit par la Federasie van Afrikaanse Kultuurverenigings, le film, centré sur l'histoire de la langue afrikaans, a été diffusé dans le contexte de l'apogée du nationalisme afrikaner, alors que l'Union sud-africaine allait devenir la république d'Afrique du Sud (31 mai 1961).

## Diffusion et exploitation
Le film a été projeté pour la première fois devant un public de 40 000 personnes le 29 avril 1961 dans l'amphithéâtre du Voortrekker Monument à Pretoria. Celui qui allait devenir le premier président de l'État, Charles Swart, a assisté à l'événement et la chanteuse d'opéra Mimi Coertse y a chanté O Boereplaas (adaptation d'O Tannenbaum).
Au cours de la première année d'exploitation, le film a été vu par un million de personnes puis diffusé dans d'autres pays d'Afrique et d'Europe.

## Genre
Le film est un récit historique.

## Distribution
- Jan Bruyns
- Douglas Fuchs
- Sann de Lange
- Anna Neethling-Pohl
- Emsie Botha
- Tommie Meyer
- Pieter Hauptfleisch
- Johan Malherbe

## Scénario
Le film donne une description historique de l'origine, du développement et de la lutte pour la survie de la langue afrikaans depuis la fondation de la ville du Cap en 1652.